# Chokoladekage
Chokoladekage er en kage lavet af chokolade og en variation af andre ingredienser. Chokoladekage serveres ofte ved fødselsdage, bryllupper og andre sammenkomster. 